# Allium savii
Allium savii — вид трав'янистих рослин родини амарилісові (Amaryllidaceae), поширений у Франції (у т. ч. Корсика), Італії (у т. ч. Сардинія) й на Балеарських островах — Іспанія.

## Опис
Цибулина 12−15 × 10−12 мм; зовнішні оболонки волокнисті, чорно-сіруваті; цибулинок нема. Стебло довжиною 45−55 см. Листків 5–6, 6–7-ребристі до 25 см завдовжки й 1−2 мм завширшки. Квітів 10−28. Повітряних цибулинок нема. Оцвітина дзвоноподібної форми; листочки оцвітини довгасто-еліптичні, 6−7 мм завдовжки; внутрішні 2.5−3 мм завширшки, зовнішні 2.5−3 мм завширшки, від біло-рожевого до рожево-пурпурового забарвлення. Пиляки білі, 1.4−1.5 × 0.7−1 мм, шпилясті на верхівці. Зав'язь  4 × 2−2.2 мм. Коробочка 4.5−5.5 × 5−5.5 мм.

## Поширення
Поширений у Франції (у т. ч. Корсика), Італії (у т. ч. Сардинія) й на Балеарських островах — Іспанія.
Населяє вологі луки й особливо галофільні середовища. Іноді трапляється на скелястих плитах, які відчувають просочення взимку. На висотах від рівня моря до 300 м.

## Загрози й охорона
На Корсиці великих загроз немає. Є місцеві загрози прибережної урбанізації та туризму в інших частинах ареалу.
Вид був оцінений як CR у Менорці та DD на Балеарських островах. Вважається LC в Італії, а також як LC у Франції на національному рівні.